# Юханово (Тверская область)
Юханово — деревня в Торопецком районе Тверской области. Входит в состав Кудрявцевского сельского поселения.

## История
На топографической карте Фёдора Шуберта 1867—1906 годов обозначена деревня Юхнова. Имела 2 двора.
В списке населённых мест Торопецкого уезда Псковской губернии за 1885 год значится деревня Юхново (Анехтино). Располагалась при реке Свирице в 38 верстах от уездного города. Имела 3 двора и 18 жителей.
На карте РККА 1923—1941 годов обозначена деревня Юханово. Имела 4 двора.
До 2005 года деревня входила в состав упразднённого в настоящее время Лужницкого сельского округа.

## География
Деревня находится на правом берегу реки Свирица (приток Куньи). Расположена в 42 километрах к западу от города Торопец и в 8 километрах к северо-востоку от деревни Озерец. Ближайший населённый пункт — деревня Метлино.
Климат
Деревня, как и весь район, относится к умеренному поясу северного полушария и находится в области переходного климата от океанического к материковому. Лето с температурным режимом +15…+20 °С (днём +20…+25 °С), зима умеренно-морозная −10…−15 °С; при вторжении арктических воздушных масс до −30…-40 °С.
Среднегодовая скорость ветра 3,5—4,2 метра в секунду.

## Население
| 2010 |
| ---- |
| 6    |

По данным переписи 2002 года, в деревне проживало 9 человек.
Национальный состав
Согласно результатам переписи 2002 года русские составляли 100 % населения деревни.